# Krużganek

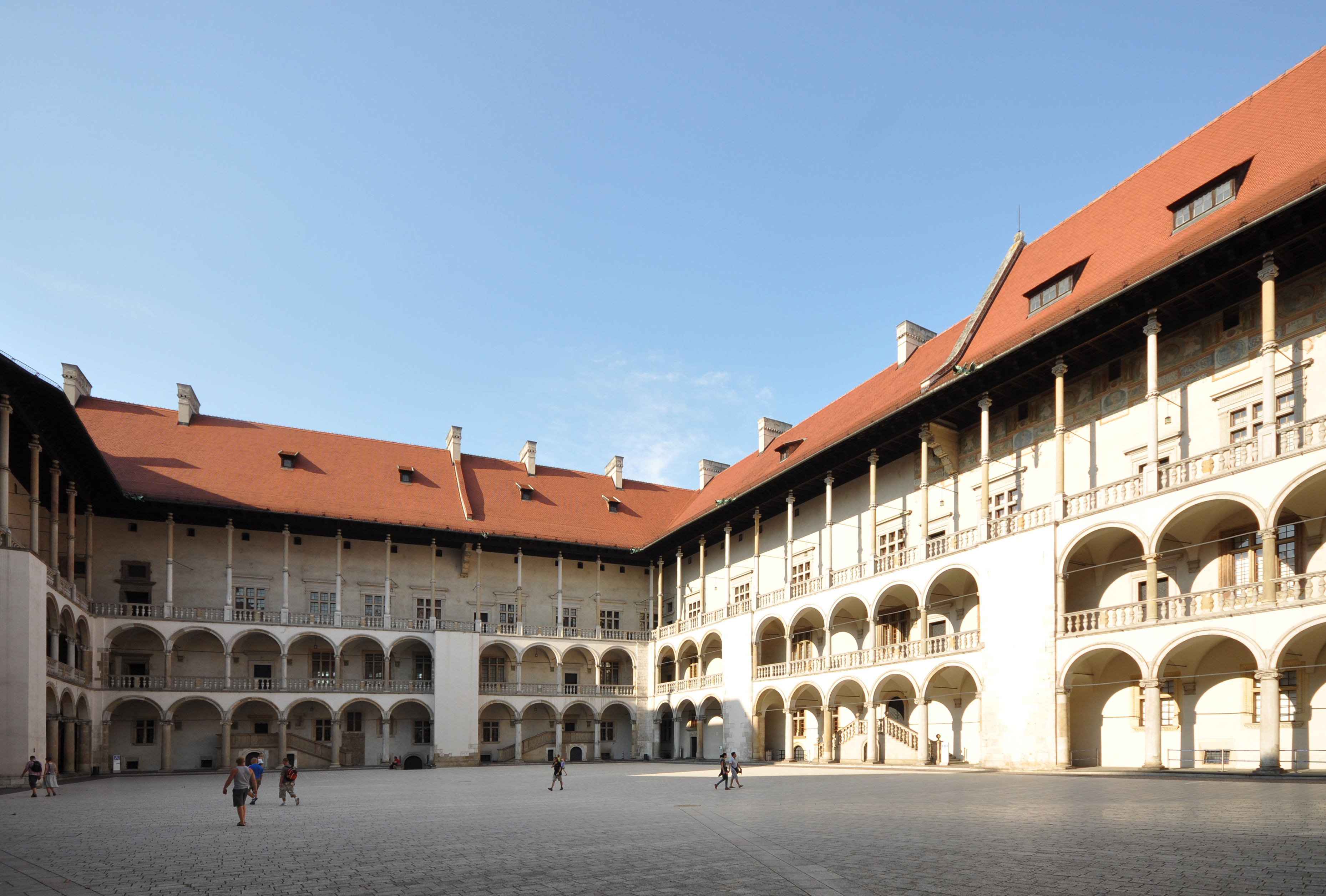
Krużganki – Zamek na Wawelu

Krużganek (łac. claustrum, niem. Kreuzgang), staropolskie obejście – długi korytarz (ganek), okalający przeważnie wewnętrzny dziedziniec na jednej lub kilku kondygnacjach. Pełnił funkcję komunikacyjną łącząc umieszczone wzdłuż niego pomieszczenia. Na ogół przykryty sklepieniem (krzyżowym) lub stropem, na zewnątrz otwarty najczęściej arkadami filarowymi lub kolumnowymi.
Budową i funkcją przypomina podcień, jednakże różni się od niego tym, że jest dostawiony do lica muru, podczas gdy podcień nie wystaje poza lico fasady. W średniowieczu wykorzystywany w klasztorach i zamkach. Krużganki klasztorne otaczały w kondygnacji parterowej wirydarz. W gotyku  miały ostrołukowe arkady, często zdobione maswerkami. Z tego okresu zachowały się krużganki np. na zamku w Lidzbarku Warmińskim, (krużganki na zamku w Malborku są rekonstrukcją z XIX wieku).
W renesansie krużganki wprowadzono do architektury pałacowej.
W pałacach i dworach budowano krużganki wielokondygnacyjne, jako ważny element architektonicznego składnika kompozycji budowli. Otaczały one wewnętrzne dziedzińce pałacowe. Często w kondygnacji parterowej występowały krużganki filarowe lub kolumnowe w porządku toskańskim, w górnych kondygnacjach w porządku jońskim lub korynckim. Z tego okresu pochodzą krużganki na dziedzińcu zamku na Wawelu, w Baranowie Sandomierskim, w Brzegu, Pieskowej Skale, Żywcu, Suchej Beskidzkiej i Nawojowie Łużyckim.
W okresie baroku stopniowo zastępowano krużganki innymi systemami ciągów komunikacyjnych jak korytarz, galeria.
W architekturze tego okresu budowano m.in. czworoboczne ciągi sklepionych krużganków wokół kościoła, w pewnej odległości od niego, z kwadratowymi kaplicami w narożach. Przykładem takiej budowli są krużganki w Świętej Lipce.   
Stosowano je również w kamienicach mieszczańskich, np. w Kamienicy Królewskiej we Lwowie i Kamienicy Zbaraskich w Krakowie.

## Krużganki gotyckie

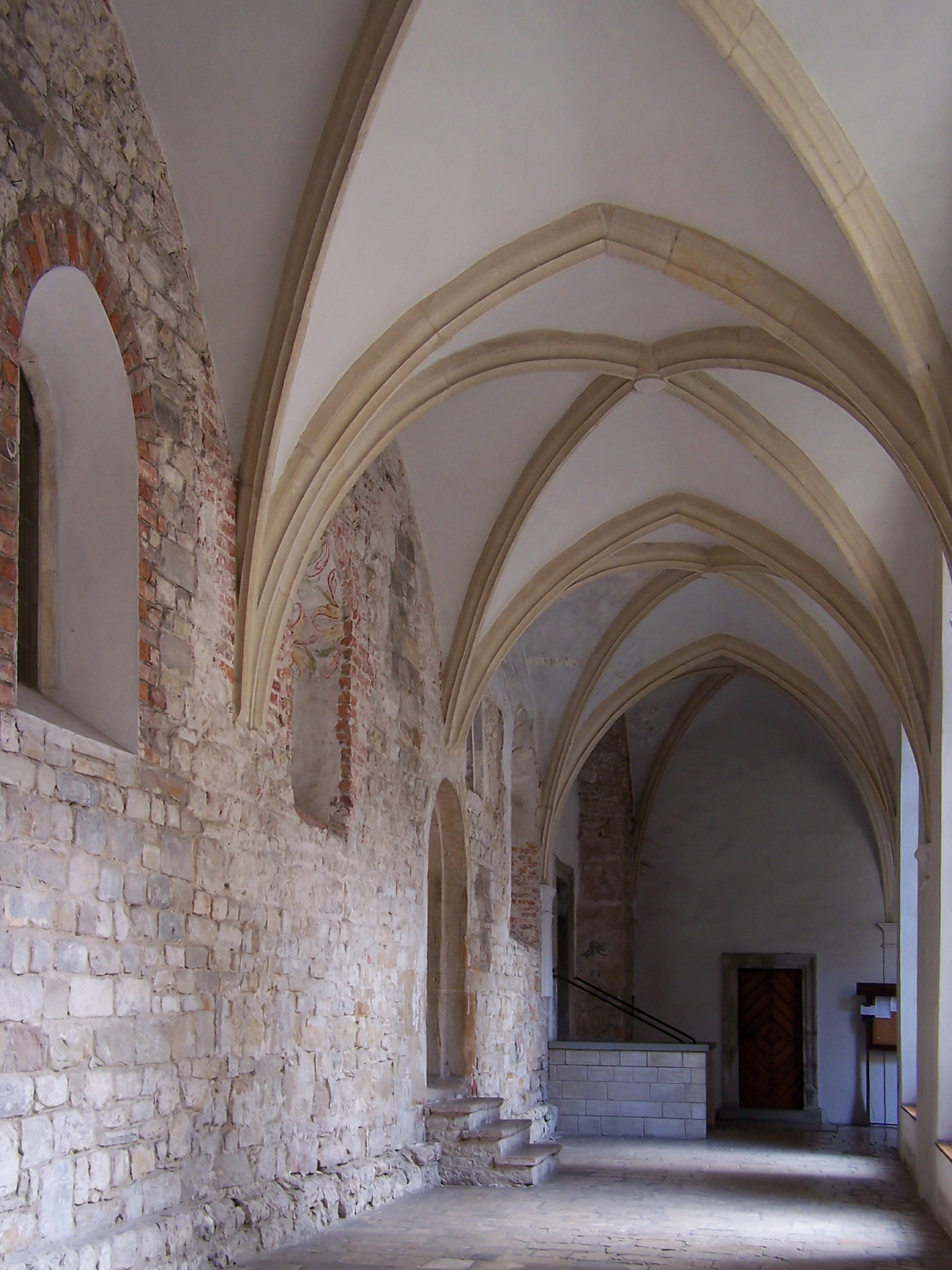
Opactwo w Tyńcu
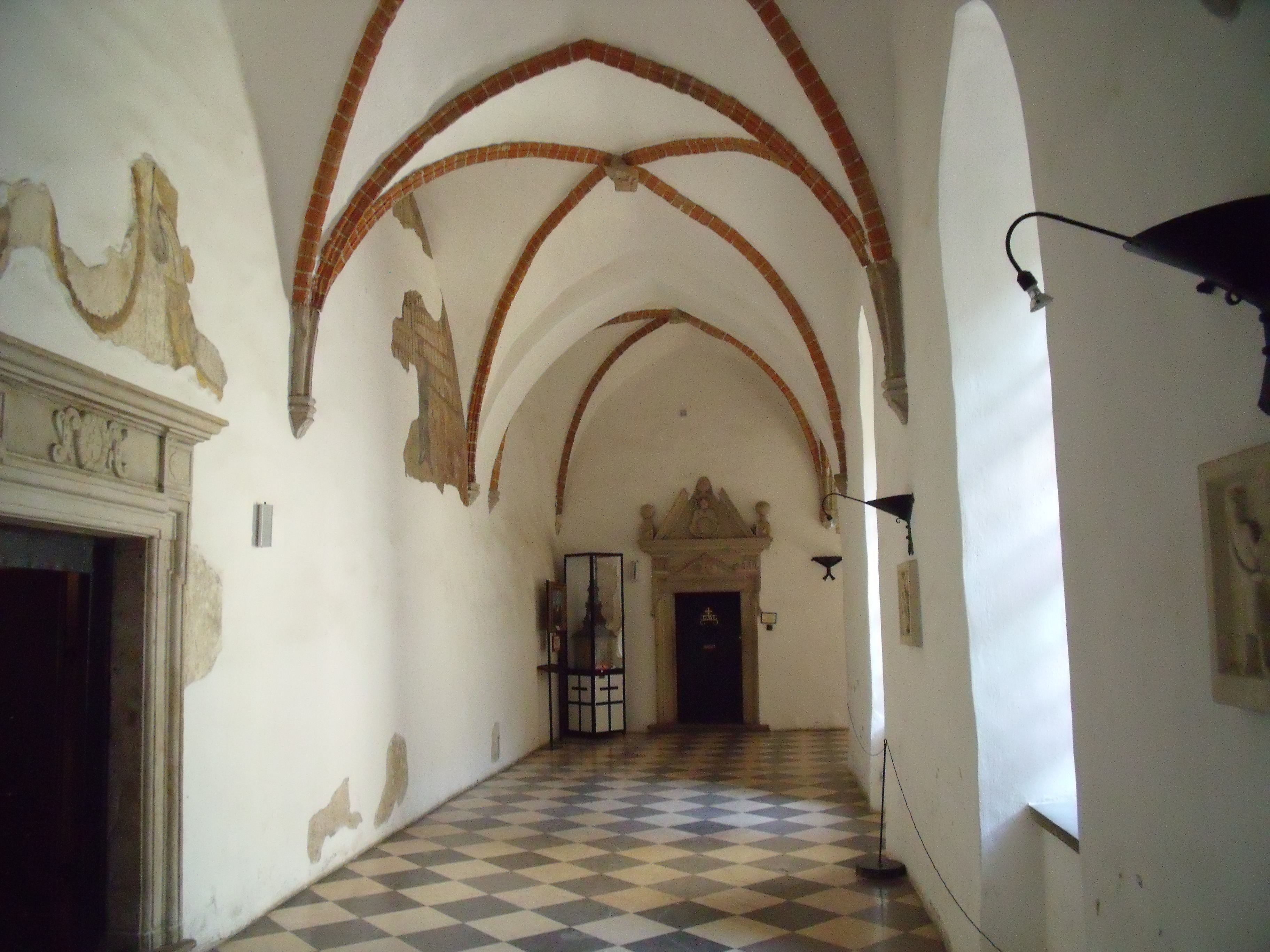
Opactwo na Św. Krzyżu
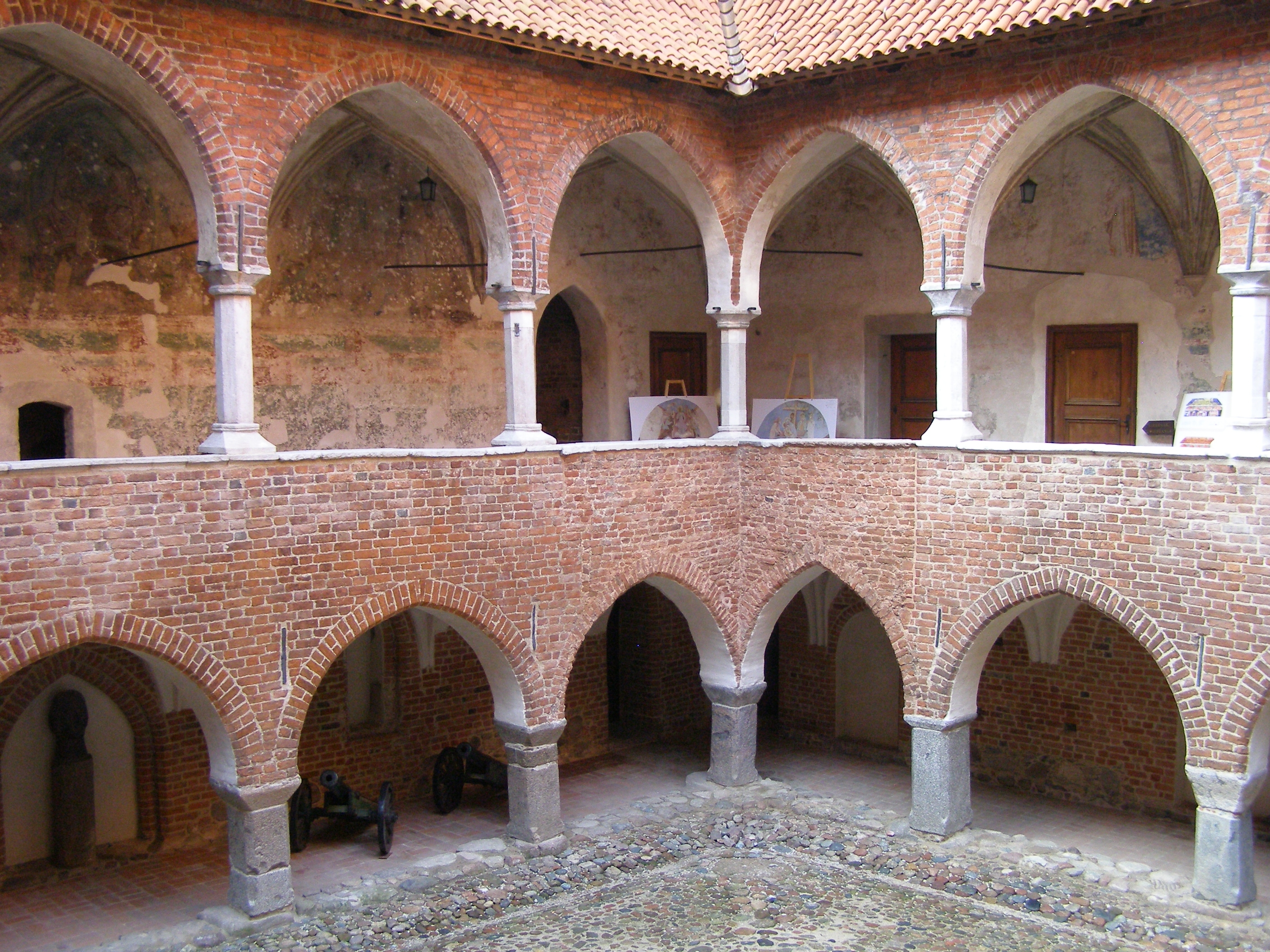
Zamek w Lidzbarku
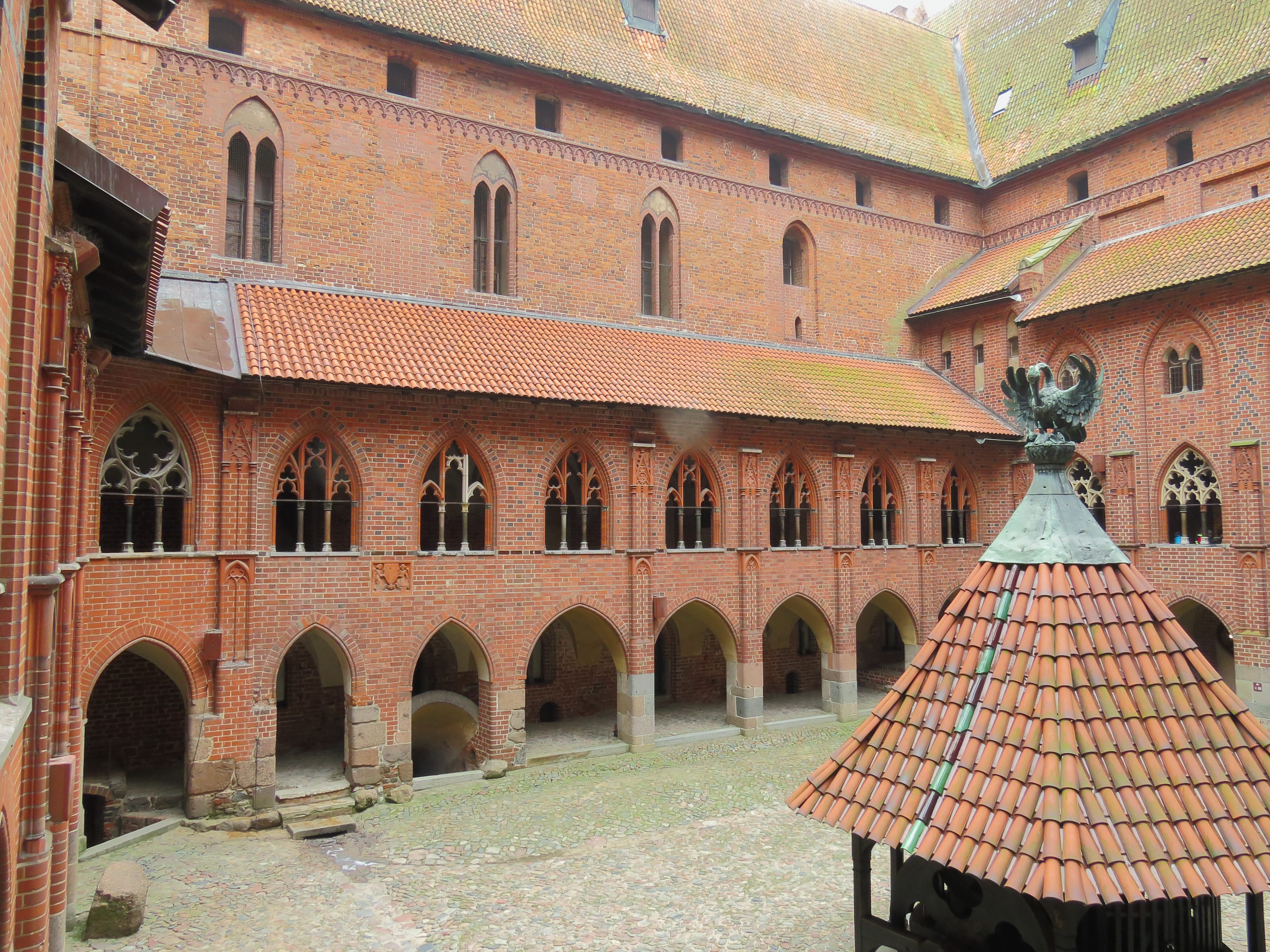
Zamek w Malborku
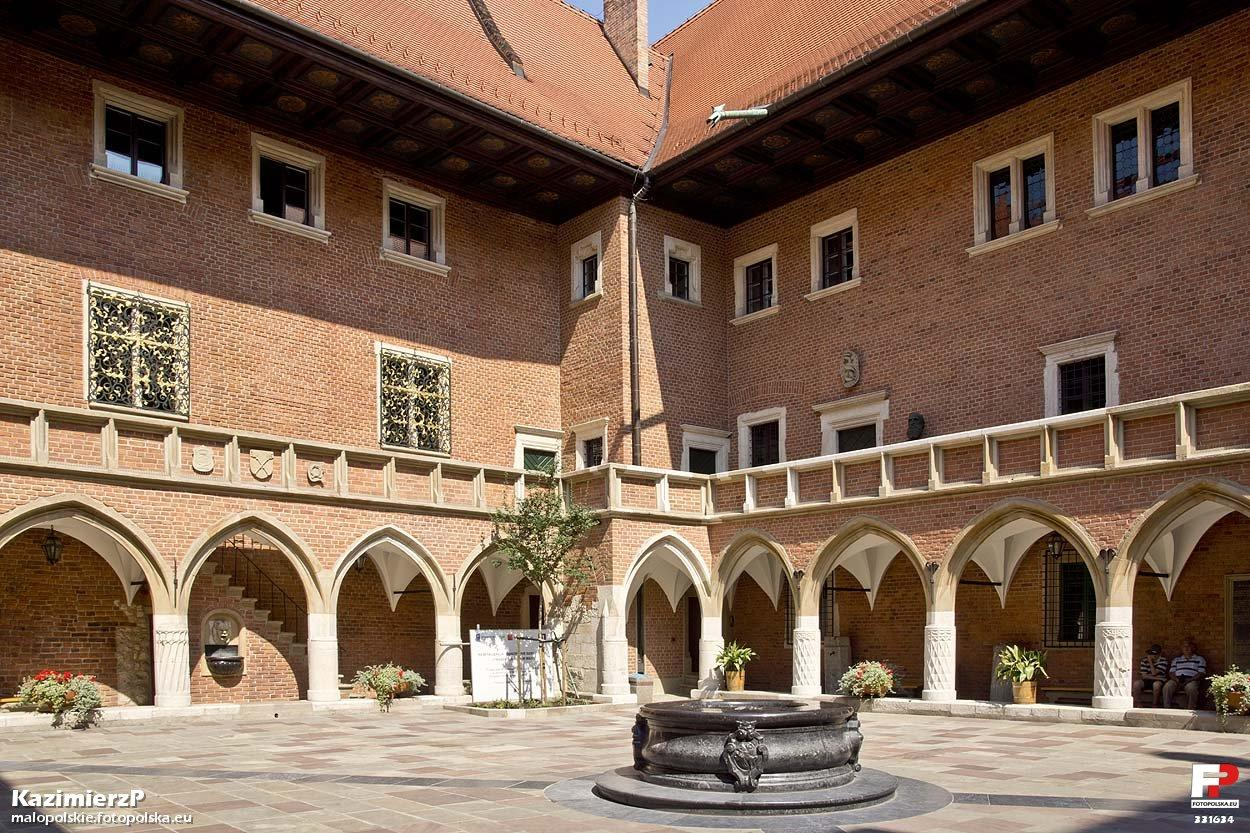
Collegium Maius w Krakowie
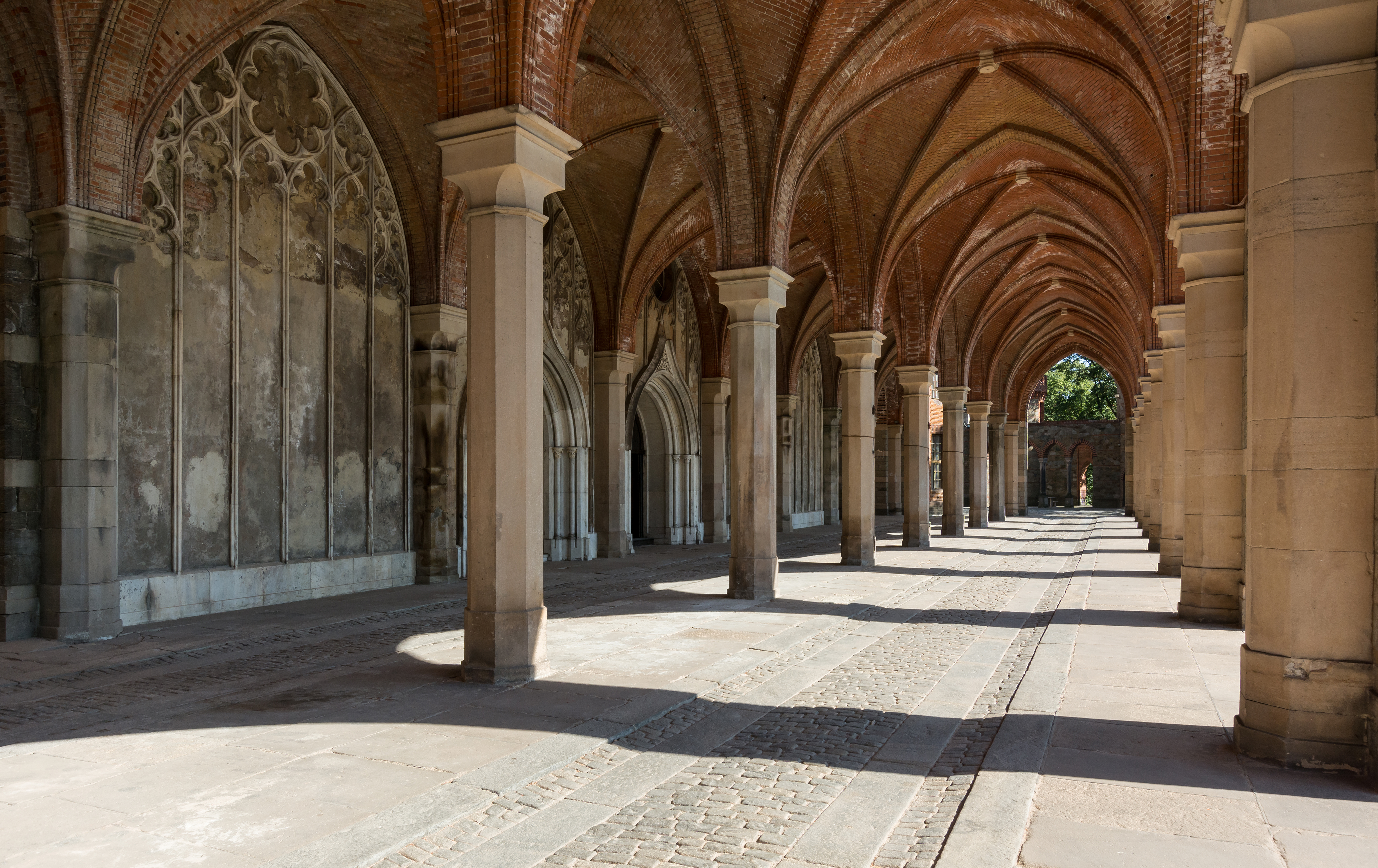
Krużganek neogotycki Pałacu w Kamieńcu

## Krużganki renesansowe

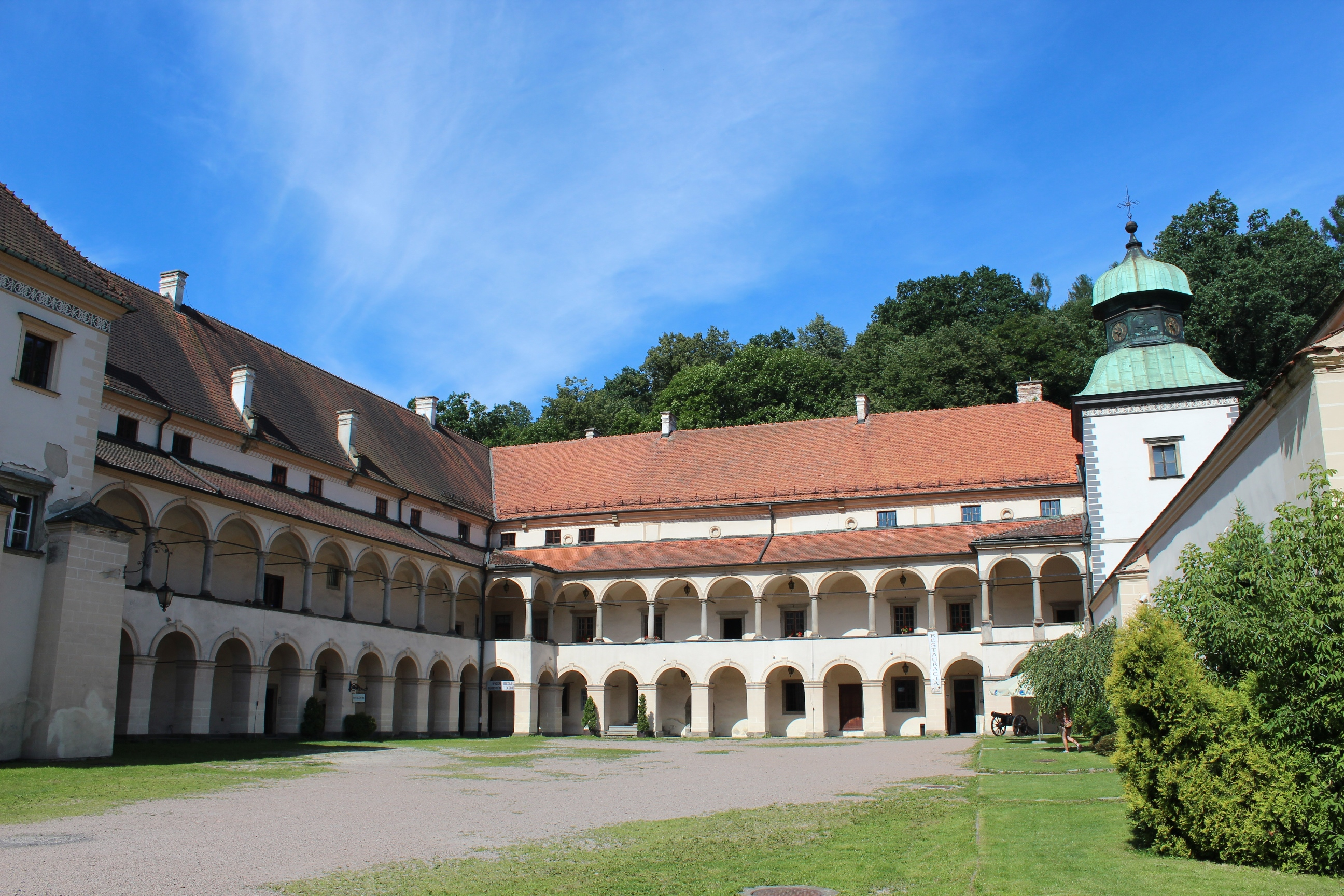
Zamek w Suchej Beskidzkiej
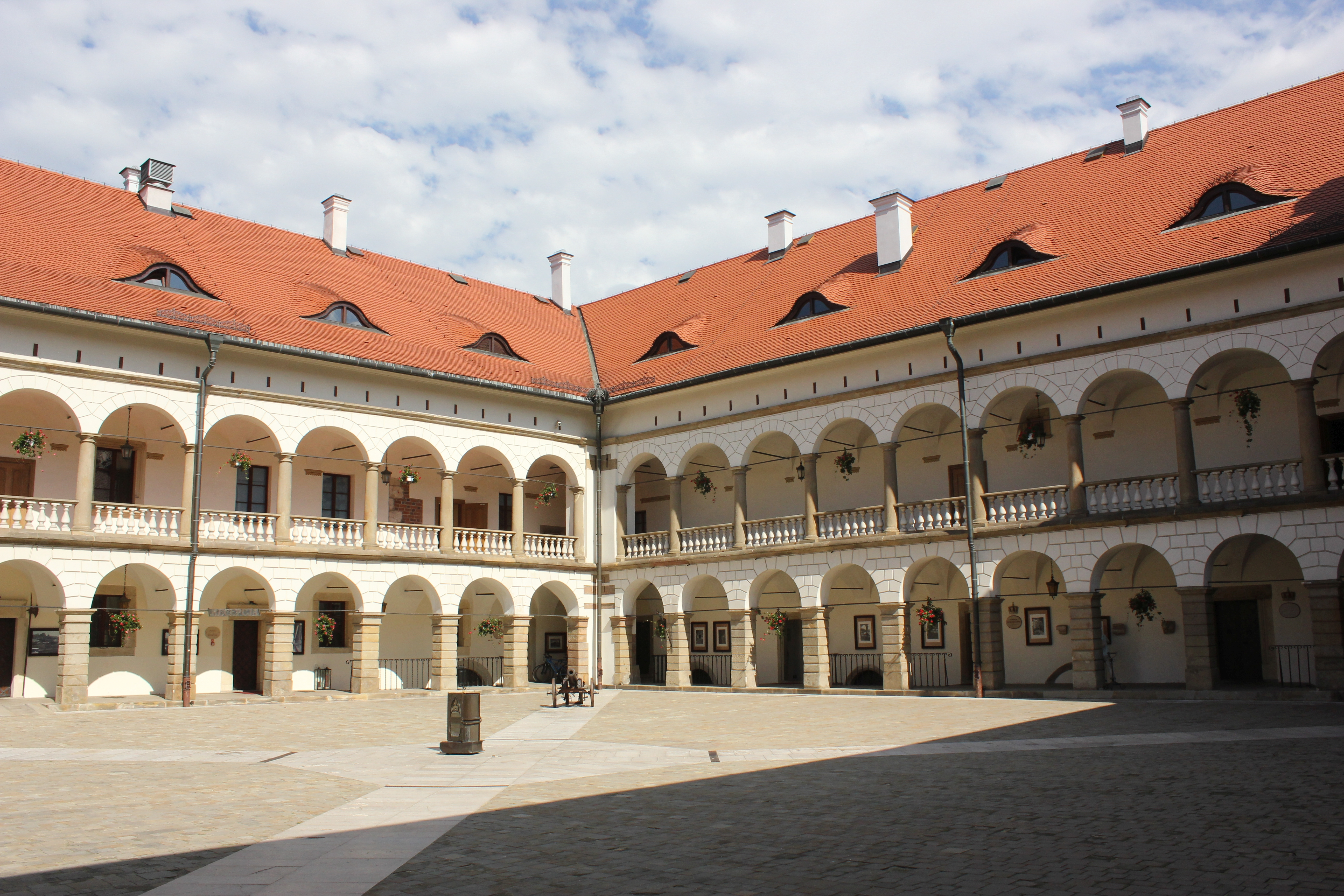
Zamek w Niepołomicach
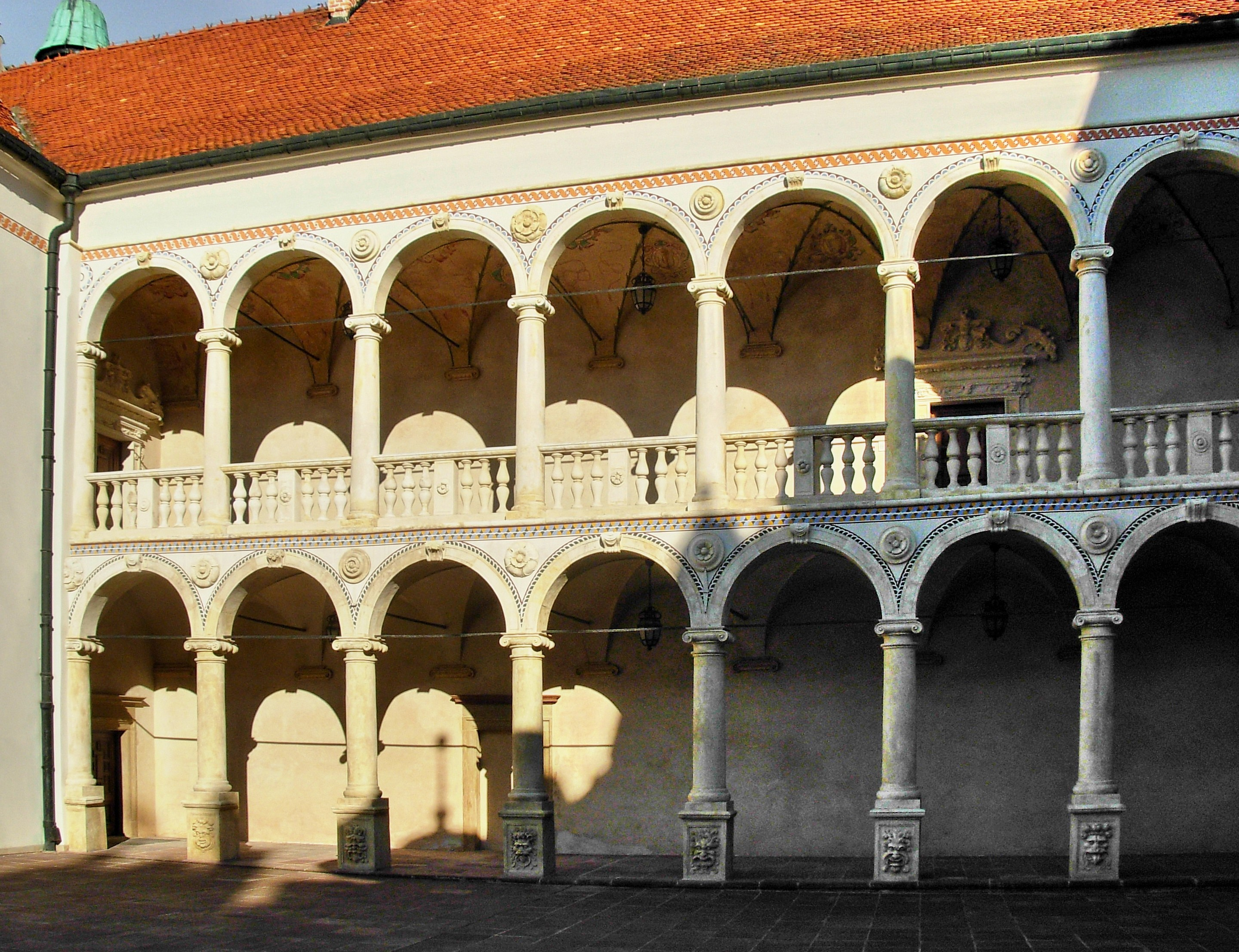
Zamek w Baranowie Sandomierskim
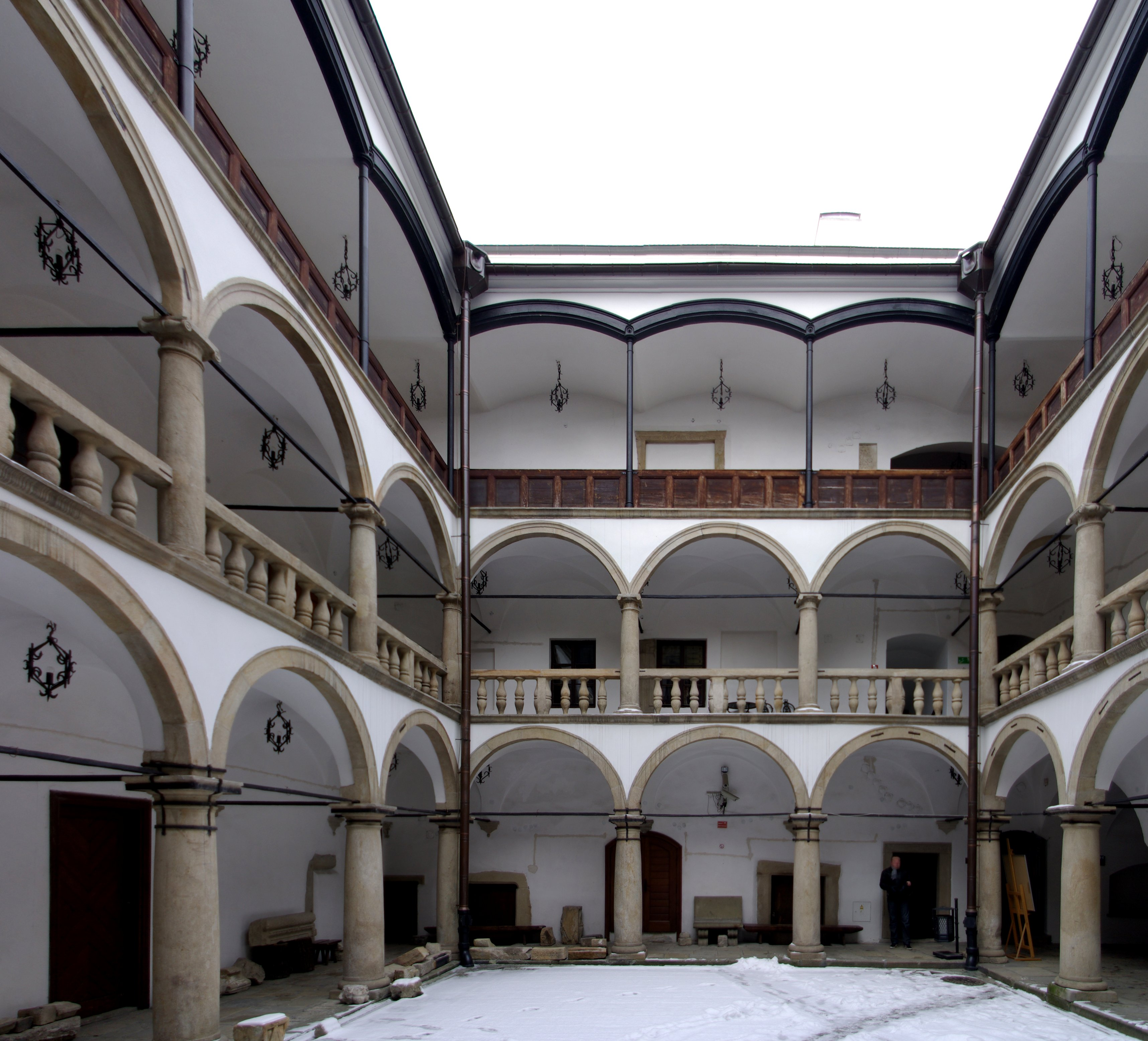
Zamek w Żywcu
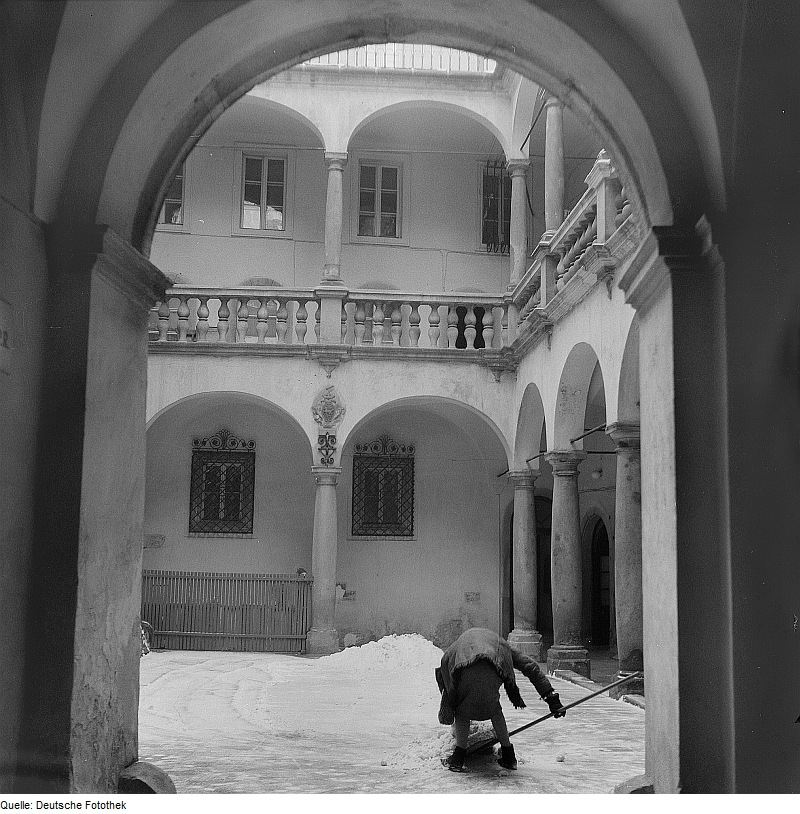
Pałac Zbaraskich w Krakowie
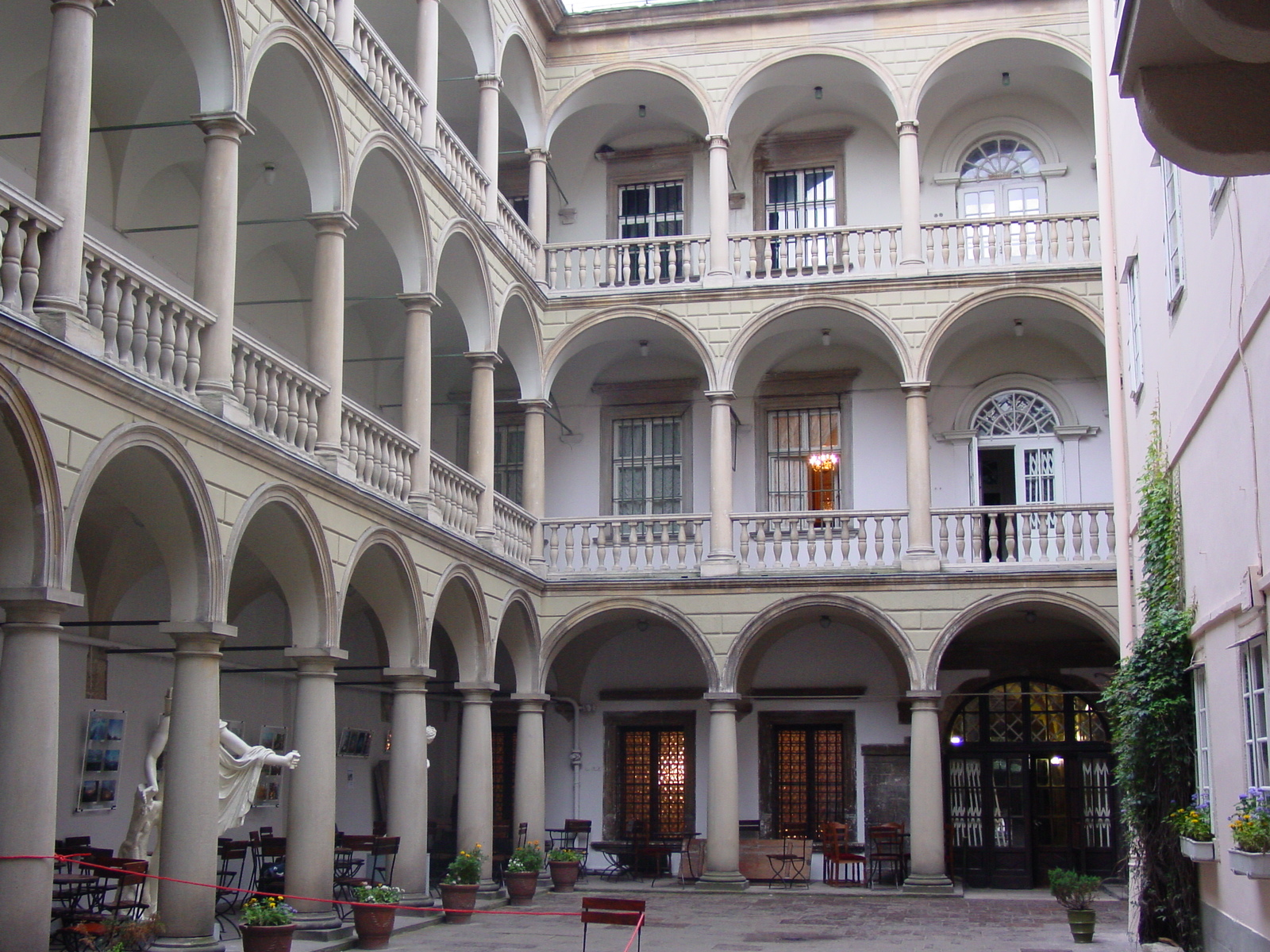
Kamienica Królewska we Lwowie
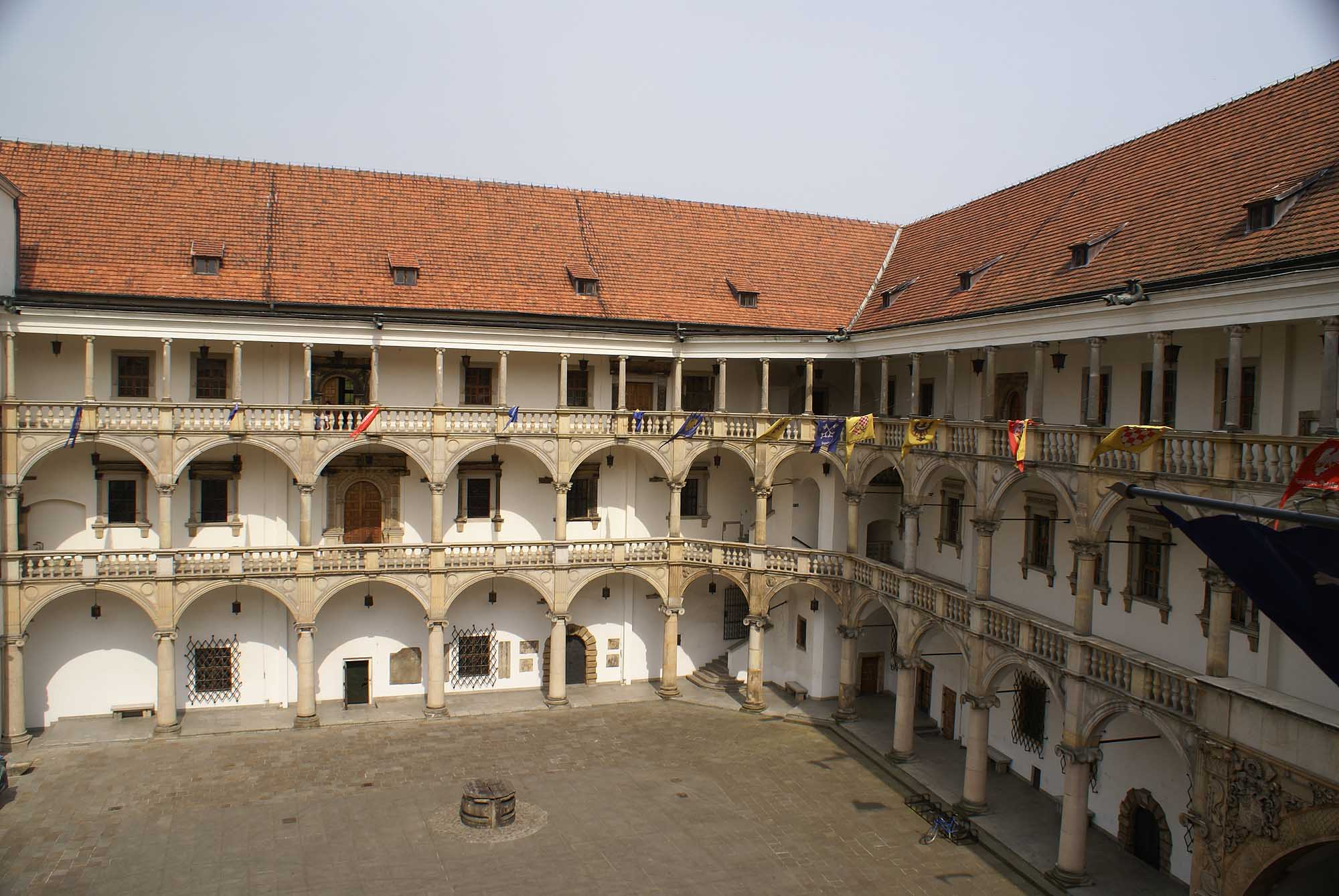
Zamek w Brzegu
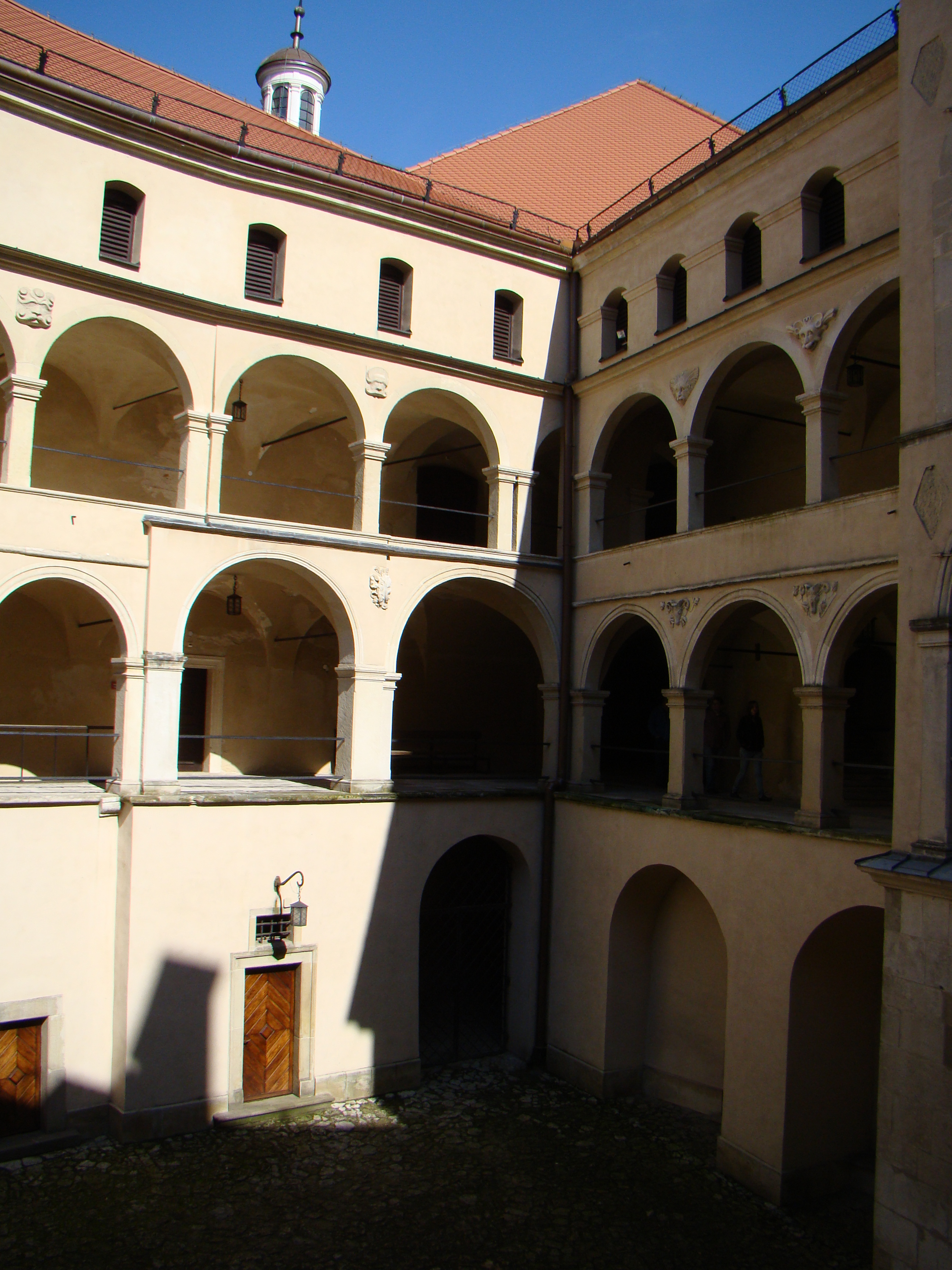
Zamek w Pieskowej Skale
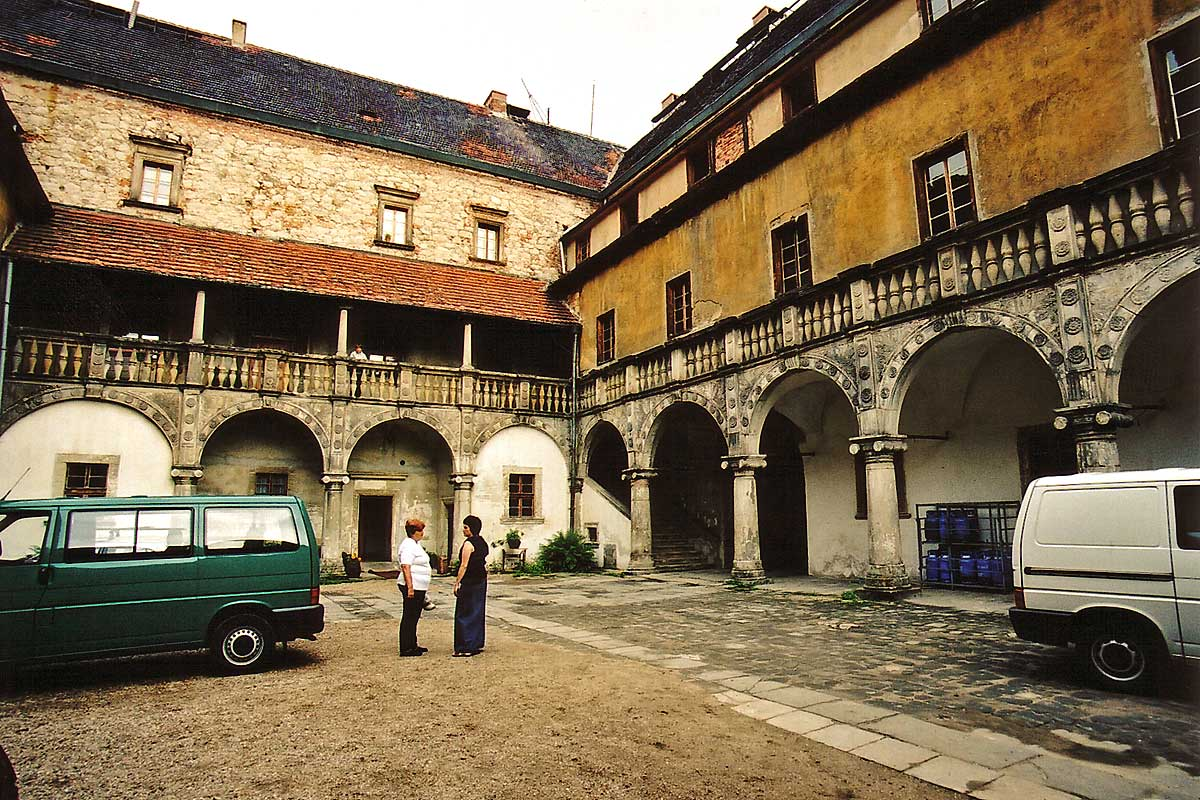
Zamek w Płakowicach
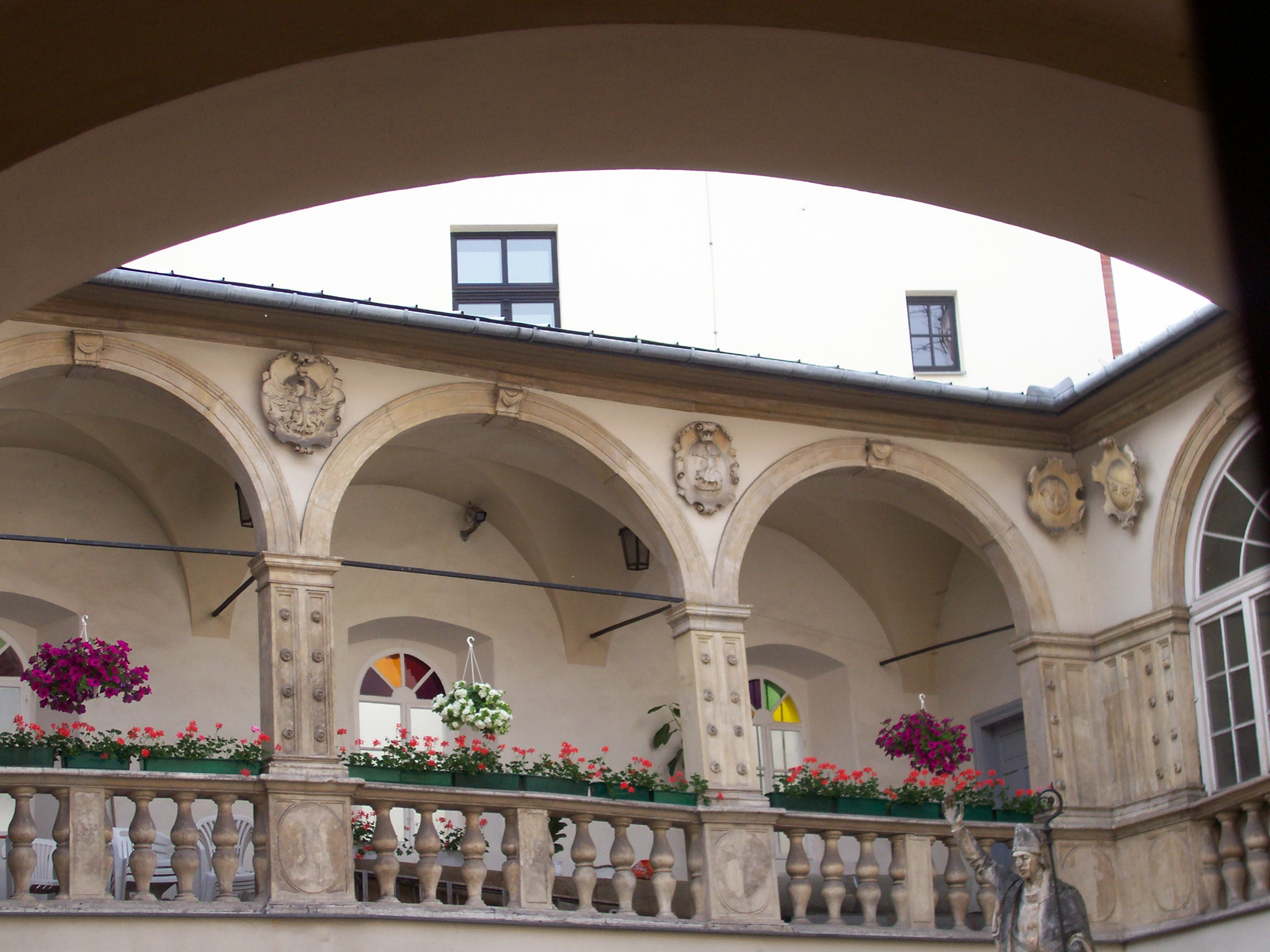
Dom Dziekański w Krakowie
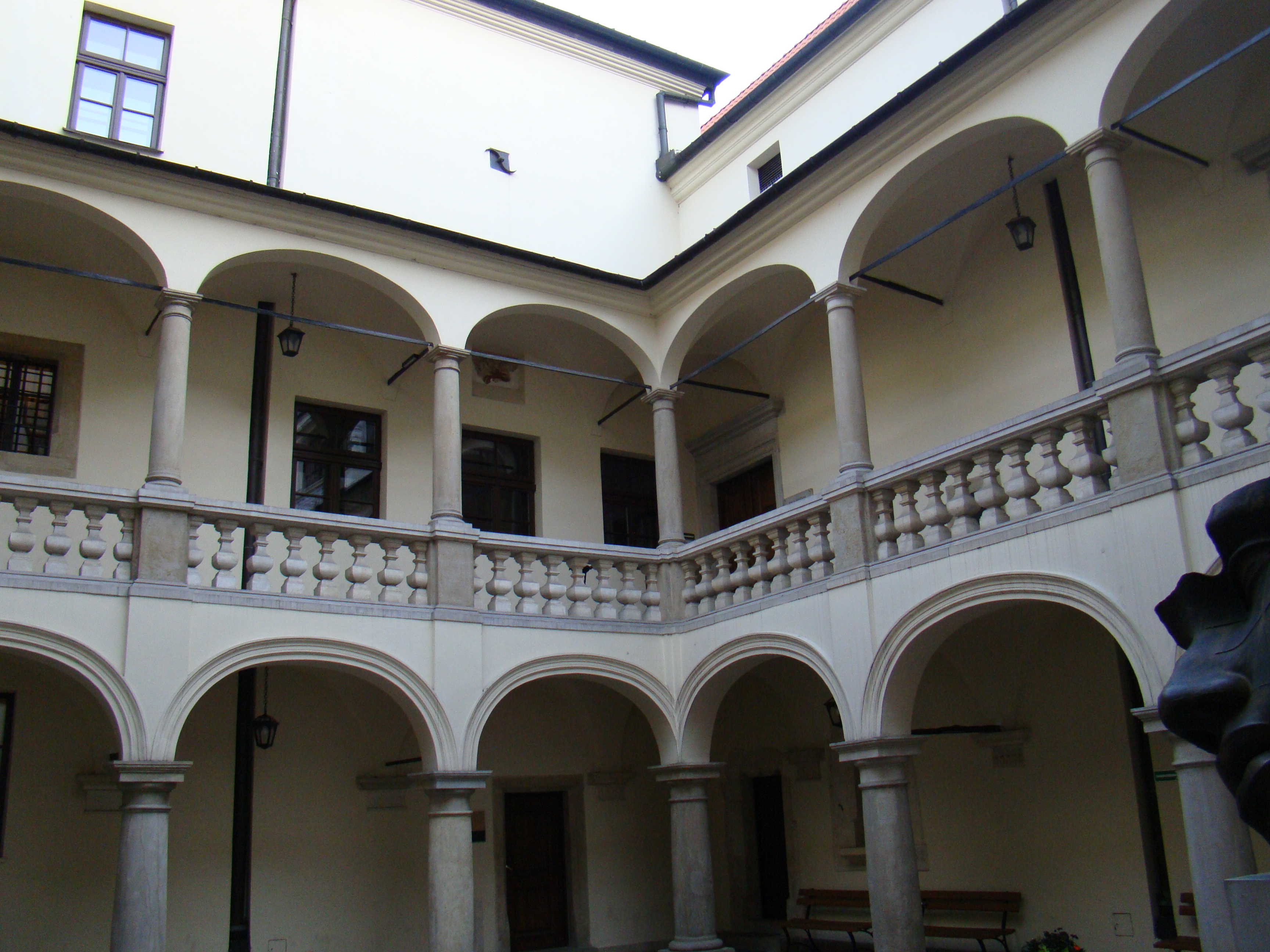
Collegium Iuridicum UJ
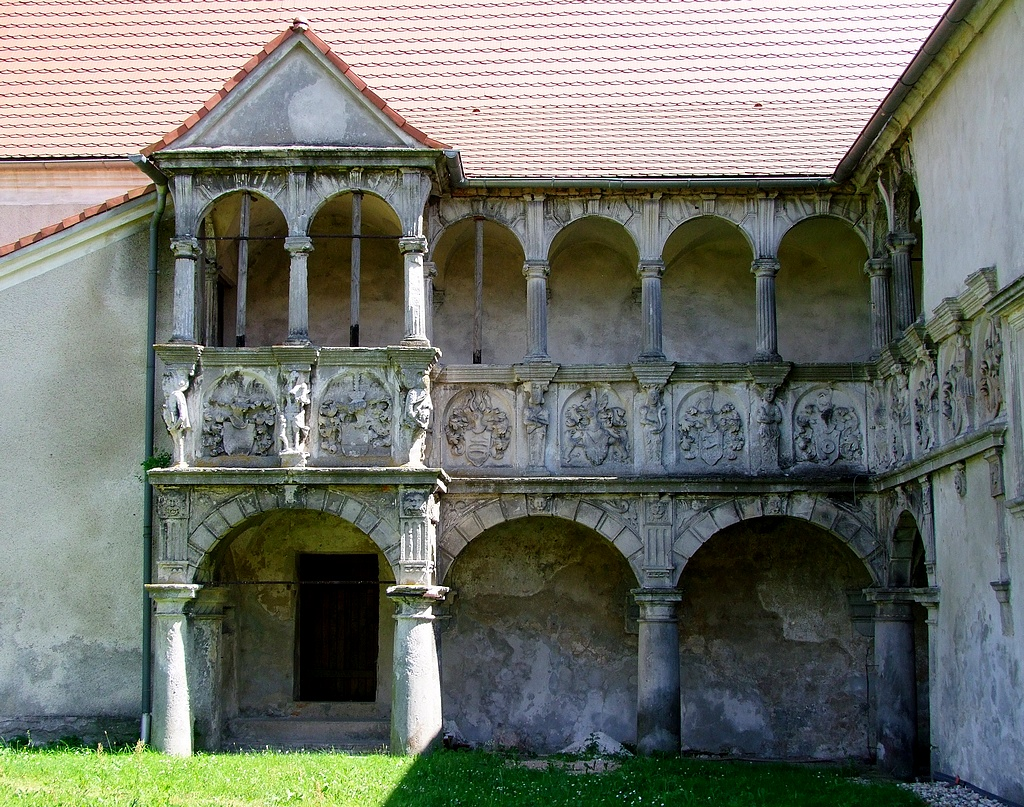
Dwór w Nawojowie Łużyckim